# Dasiops aerugifrons
Dasiops aerugifrons är en tvåvingeart som beskrevs av Mcalpine 1964. Dasiops aerugifrons ingår i släktet Dasiops och familjen stjärtflugor. Inga underarter finns listade i Catalogue of Life.